# Sân bay Vitim
Sân bay Vitim (ICAO: UERT) là một sân bay ở Vitim, Cộng hòa Sakha, Nga.

## Hãng hàng không và điểm đến
| Hãng hàng không | Các điểm đến |
| --------------- | ------------ |
| ALROSA          | Lensk        |

## Tai nạn và sự cố
- Vào ngày 20 tháng 7 năm 1977, một chiếc máy bay Ilyushin Il-14 đã gặp tai nạn gần sân bay Vitim. 39 người đã thiệt mạng (bao gồm phi hành đoàn) và chỉ có 1 người sống sót.[1][2][3][4]